# John Douglas (cestista)
John David Douglas (Town Creek, 12 giugno 1956) è un ex cestista e allenatore di pallacanestro statunitense, professionista nella NBA, in Italia e in Francia.
Fratello, e per un certo periodo, compagno di squadra di Leon Douglas.

## Carriera

### Nella NBA
Viene scelto al draft del 1978 dai New Orleans Jazz, ma dopo un'esperienza nella CBA va a giocare ai San Diego Clippers per due anni.

### In Europa
Dopo un'altra parentesi nella CBA, nel 1983 passa alla Fortitudo Bologna dove, subito al primo anno, mostra le sue eccezionali capacità realizzative (25,8 punti di media) ma anche difensive (2,8 recuperi e 4 rimbalzi di media). L'anno dopo viene raggiunto alla Fortitudo dal fratello Leon, e fino al 1987 i due formano una coppia leggendaria per i tifosi della squadra bolognese.
Negli anni alla Fortitudo John non scende mai sotto i 20,9 punti, 3,5 rimbalzi e 2 recuperi di media, tirando anche costantemente con percentuali superiori al 36% da tre punti.
Successivamente va a giocare in Francia e in Svizzera.

## Palmarès
- 2 volte All-CBA Second Team (1981, 1983)
- CBA All-Defensive First Team (1983)